# 郑皆连
郑皆连（1941年7月17日—），四川省内江市人，中国桥梁工程专家、教授级高级工程师，是中国工程院院士，现任广西壮族自治区科协主席。郑皆连1965年毕业于重庆交通学院桥梁与隧道专业。1999年，郑皆连当选为中国工程院院士。